# ミハイロ・リスティッチ
ミハイロ・リスティッチ（1995年10月31日 - ）は、セルビアとボスニア・ヘルツェゴビナのサッカー選手。ポジションはDFまたはMF。セルタ・デ・ビーゴ所属。セルビア代表。

## クラブ歴
FKパルチザン・ドニャ・トルノヴァの下部組織でサッカーを始め、FKルダル・ウグリェヴィクを経てレッドスター・ベオグラードの下部組織に移籍した。リカルド・サ・ピント監督によって2012-13シーズン最終節でトップチーム入りとなった。この試合でトップチーム初出場とはならなかった。2014年7月にプロ契約を締結。同年8月9日にセルビア・スーペルリーガ初出場、この試合ではヴカン・サヴィチェヴィッチに代わっての出場であった。このシーズンは主に守備的ミッドフィールダーとして起用された。監督がミオドラグ・ボージョヴィッチに代わると控えとなり、セントラルミッドフィールダーや左サイド、左サイドバックといった色んなポジションで使われた。2016-17シーズンにはポジションを左サイドバックに移し、背番号も73に改めた。ルイス・イバニェス退団後は左サイドバックのレギュラーとして出場した。2016年9月14日に2020年夏まで契約を更新した。
2017年6月30日に5年契約でロシア・プレミアリーグのFCクラスノダールに移籍。移籍金は200万ユーロと見積もられており、さらに将来の移籍金の20%がレッドスター・ベオグラード側に入る契約となった。UEFAヨーロッパリーグ 2017-18 予選で7月27日に移籍後初出場。8月17日の同リーグプレーオフで古巣レッドスター・ベオグラード相手にロングシュートを決めたが、主審副審ともにこれをゴールとは認めなかった。なおこの試合自体は3-2でクラスノダールが勝利したが、2戦合計では4-4となり、アウェーゴール差でレッドスター・ベオグラードに本戦進出の権利を持って行かれた。
2018年2月2日にACスパルタ・プラハに買取オプションつき1年契約で期限付き移籍。
2019年1月12日、モンペリエHSCに完全移籍。
2022年5月26日、SLベンフィカと4年契約を結んだ。
2023年9月1日、セルタ・デ・ビーゴに3年契約で移籍した。

## 代表歴
2013年から2014年にかけてセルビアU-19代表に左サイドバックとして出場。2015年にはU-20代表に招集されたが、扁桃摘出のために2015 FIFA U-20ワールドカップに出場する事は出来なかった。U-23代表としては2015年12月に行われたカタールU-23代表戦で招集された。2016年3月にU-21代表で初出場。
2016年9月に行われたカタール代表との親善試合でA代表初出場。